# Надія Надім
Надія Надім (дат. Nadia Nadim, 2 січня 1988 року) — данська футболістка афганського походження, форвард національної збірної Данії. Срібний призер чемпіонату Європи 2017 року.

## Кар'єра
Народилася в Гераті, потім з батьками і чотирма сестрами жила в Кабулі. У 2000 році після того, як її батько (генерал Афганської національної армії) був страчений талібами, Надім, її мати та чотири сестри втекли з Афганістану та прибули до Данії як біженці. У Данії Надія почала займатися футболом.
Надім грала за місцеві команди «Б52 Ольборг» та «Тім Віборг». З 2006 по 2012 рік виступала за «ІК Сковбаккен». З 2012 року долучилась до клубу «Фортуна».
Наприкінці 2014 року підписала контракт з клубом NWSL «Скай Блу».
14 січня 2016 року Надія Надім була обміняна в «Портленд-Торнс». У сезоні 2016 року стала найкращим бомбардиром команди, забивши дев'ять м'ячів у 20-ти іграх. У складі «Портленда» стала переможцем регулярного чемпіонату.
Пізніше Надія Надім виступала за англійський клуб «Манчестер Сіті» та французький «Парі Сен-Жермен».
27 січня 2024 року Надім підписала контракт з італійським «Міланом». 26 березня 2025 року «Мілан» оголосив, що Надім буде до кінця сезону орендована «Гаммарбю».

### Збірна
У 2006 році, коли Надії виповнилося 18 років, вона стала громадянкою Данії. Дозвіл виступати за збірну Данії спортсменка отримала від FIFA у 2009 році.
У складі національної команди Надім дебютувала на Кубку Алгарве 2009. Вона брала участь у чемпіонатах Європи 2009, 2013 і 2017 років.
24 червня 2022 року вона зіграла свій 100-й матч за збірну Данії у товариському матчі проти збірної Бразилії.

## Особисте життя
З 2013 року навчається на лікаря. Мусульманка.
Розмовляє дев'ятьма мовами: данською, англійською, німецькою, французькою, перською, арабською, дарі, урду та хінді.
У 2018 році журнал Forbes поставив її на 20-те місце у своєму списку «Найвпливовіші жінки у міжнародному спорті».
У 2024 році газета Corriere della Sera включила її до свого списку «Жінки року».